# Castello di Mirabel
Il castello di Mirabel, che i Crociati costruirono sul sito dell'attuale Migdal Afek,
esisteva già nel 1152 quando Baldovino III (nel corso del conflitto contro sua madre Melisenda) costrinse Manasse di Hierges a consegnargli la fortezza.
Tra il 1162 ed 1171 esso divenne il centro di una signoria indipendente nel Regno di Gerusalemme. 
Nel 1166 diverse terre appartenenti alla fortezza ed il raccolto dei campi di Mirabel furono dati alla Chiesa di San Giovanni Battista di Nablus.
Nel luglio 1187 i musulmani Ayyubidi guidati da Al-'Adil I, fratello minore di Saladino, conquistarono Mirabel, ma non distrussero la fortezza;
infatti il cronachista Baha al-Din registrò che, nel 1191-92, Saladino la usò come base per delle incursioni contro i Crociati e si accampò accanto ad essa. 
Durante il governo dei Mamelucchi, nel 1226, il geografo arabo Yaqut al-Hamawi la cita come Majdal Yafa o "Torre di Giaffa", probabilmente per la sua prossimità alla città di Giaffa; egli dice che era un villaggio con una "formidabile fortezza". 
Nel tardo XIII secolo Majdal Yafa fu abbandonata.